# Eugenio Corecco
Eugenio Corecco (Airolo, 3 ottobre 1931 – Lugano, 1º marzo 1995) è stato un vescovo cattolico svizzero.

## Biografia
Figlio di Pietro, originario di Bodio, e di Margherita Beffa di Airolo, è ordinato sacerdote il 2 ottobre 1955, studia a Roma, presso la Pontificia Università Gregoriana, e a Monaco di Baviera, dove consegue il dottorato in Diritto canonico, alla scuola del prof. Klaus Mörsdorf, che conservava un legame vitale non solo tra il diritto canonico e quello civile ma soprattutto con la teologia. Tale impostazione teorica si rivela particolarmente feconda, nella riflessione volta alla riforma del CIC del 1917, avviata la termine del Concilio Vaticano II e chiamata ad accogliere la nuova ecclesiologia conciliare.Nel 1969 è nominato professore di Diritto canonico a Friburgo ed avvia una carriera accademica, che lo porta ad insegnare anche a Ginevra, Milano, Perugia, Camerun. Nel 1980 diventa vice-presidente della Consociatio internationalis studio iuris canonici promovendo, poi presidente dal 1987 fino alla morte.
Insieme ad Hans Urs von Balthasar, Joseph Ratzinger, Angelo Scola ed altri è tra i membri fondatori dell'edizione italiana della rivista Communio. Collabora strettamente con von Balthasar anche per l'edizione francese.
Nel quadro dell'attività pastorale, da lui sempre praticata, è incaricato dell'assistenza degli studenti universitari e liceali, come assistente spirituale della Lepontia e delle società a lei affiliate. Alla metà degli anni '60 incontra don Luigi Giussani ed aderisce alla sua proposta educativa, favorendo il radicamento e la diffusione in Svizzera del movimento poi chiamato Comunione e Liberazione.
Porta nella sua attività scientifica il carisma di cui è diventato partecipe, sviluppando la nozione di communio, chiave di volta dell'ecclesiologia conciliare e fondamento della sinodalità, riproposta soprattutto da papa Francesco.
Nel 1982, nell'imminenza della pubblicazione del nuovo Codice di Diritto Canonico (CIC), espone le sue osservazioni critiche a Giovanni Paolo II, e il Pontefice lo chiama a Roma a far parte di una commissione, che lo affianca nell'esame del codice, prima della sua promulgazione. Nominato consultore della commissione per l'interpretazione del CIC, Eugenio Corecco tiene conferenze in tutto il mondo.
Vescovo di Lugano dal 1986,  si dedica alla rifondazione della vita di fede del suo popolo, valorizzando le pratiche, in particolare i pellegrinaggi, e le aggregazioni tradizionali ancora molto sentite. Incontra i giovani guidandoli nelle GMG a partire da quella di Compostella e, soprattutto per loro, ripropone una nuova forma di Azione Cattolica, dinamica e missionaria. Promuove la presenza dei movimenti e li chiama ad investire con il loro carisma le strutture diocesane (Consiglio Pastorale, pastorale familiare). Promuove la presenza di religiosi, accogliendo nuove comunità (tradizionali, ma anche di nuova fondazione e per queste si mette a disposizione per risolvere gli aspetti statutari) e sostenendo quelle già presenti. Senza aver mai pensato ad una visita pastorale, è assai presente nelle parrocchie, dove si reca in numerose occasioni di festa. Il Vescovo Corecco ha preso parte viva e sentita a tutti i momenti dolorosi che hanno toccato il Ticino nei nove anni del suo episcopato, dalla disgrazia aerea in cui persero la vita alcuni imprenditori locarnesi nel 1986 alla chiusura della Monteforno nel 1994.
Da vescovo non abbandona l'attività scientifica. organizza e partecipa a congressi e tiene conferenze. A coronamento del suo contributo scientifico nel 1994 l'Università di Lublino gli conferisce il dottorato Honoris Causa, nello stesso anno riceve un riconoscimento dell'Università Gregoriana ed il Sigillo d'Oro dell'Università di Bari.
Da sempre preoccupato per la formazione dei preti (da professore dal 1976 ha abitato con un gruppo di studenti tra cui alcuni candidati al sacerdozio) e per l'insegnamento della teologia in armonia con il magistero pontificio, il 29 aprile 1992 fonda a Lugano l'Istituto Accademico di Teologia che già l'anno successivo, precisamente il 20 novembre 1993, è elevato dalla Santa Sede in facoltà universitaria di teologia - Facoltà di Teologia di Lugano (FTL), dando così lo spunto alla città di Lugano di costituire l'USI (Università della Svizzera Italiana), della quale però l'FTL non entra a far parte, rimanendo un'istituzione del tutto autonoma fino all'affiliazione. La FTL è fin dall'inizio pensata per aiutare le chiese più povere, in particolare quelle dei paesi dell'Europa orientale, appena uscite dall'isolamento comunista, e quelle dell'Africa, ed i tanti laici impegnati nella catechesi e nella pastorale, desiderosi di approfondire la loro formazione.
La fondazione della FTL coincide con l'inizio della malattia, una rara forma tumorale, che comporta lunghe cure e numerosi interventi e ricoveri ospedalieri. Corecco non rallenta per questo né la sua attività scientifica né quella pastorale, anzi la malattia diventa una nuova cattedra. Condividendo senza remore un cammino che mette alla prova la sua fede, Corecco si fa ancora più prossimo del suo popolo, in particolare dei sofferenti. Cade ogni barriera; lui stesso dirà: sono più utile da malato che da sano. Lascia in eredità alla diocesi le sue riflessioni sulla malattia e la sofferenza.
Si spegne il 1º marzo 1995, è sepolto nella cripta della chiesa del Sacro Cuore a Lugano.

## Abusi sessuali nella Chiesa
In seguito ad un'inchiesta dell'Università di Zurigo sugli abusi sessuali nella Chiesa cattolica in Svizzera  è emersa una distruzione dei documenti d'archivio sui casi di abuso compiuta dal vescovo Giuseppe Torti. Una lettera al Nunzio del 1997 del vicario generale di Torti, don Oliviero Bernasconi, afferma che la cosiddetta purificazione sarebbe stata iniziata dal vescovo Corecco. Tale illazione è stata ampiamente accolta dalla stampa: "le accuse delle due ricercatrici zurighesi sono molto esplicite: tra la metà e la fine degli anni Novanta, su indicazione probabilmente del vescovo Eugenio Corecco, in carica dal 5 giugno 1986 al 1. marzo 1995, fu decisa la «distruzione di documenti» la cui «entità non è ancora stata» del tutto chiarita". Tuttavia nel loro rapporto, le menzionate ricercatrici citano una lettera dell'allora segretario di Mons. Corecco - colui che avrebbe materialmente distrutto i documenti- che nega nel modo più tassativo tale accusa, ragione per cui le stesse ricercatrici, a pagina 36, concludono: "Queste affermazioni contraddittorie rendono impossibile confermare con certezza la distruzione di documenti."

## Il pensiero

### Sulla Carità Evangelica
"Qualunque dovesse essere la natura e il settore dei suoi interventi in campo sociale, la Caritas è chiamata, con urgenza sempre più grande, ad esprimere nella società due valori specifici del cristianesimo, la cui rilevanza sociale non è misurabile con criteri puramente razionali. Il primo è la gratuità verso l'uomo in difficoltà, poiché è stata gratuita anche la redenzione offertaci da Cristo. Il secondo è quello dell'eccedenza, poiché eccedente è l'amore di Cristo verso di noi. La carità non ha come misura il bisogno dell'altro, ma la ricchezza dell'amore di Dio. È infatti limitante guardare all'uomo e valutarlo a partire dal suo bisogno, poiché l'uomo è di più del suo bisogno". (Eugenio Corecco in "Diocesi di Lugano e Carità: dalla storia uno sguardo al futuro", 1992, pag. 206)

### Sul Diritto Canonico
"...tutte le leggi della Chiesa appaiano finalmente ed innanzitutto come espressione della fede del Popolo di Dio e non solo della ragione astrattamente intesa." (Eugenio Corecco, Pamplona 1976. In "Siate forti nella fede", AA.VV., p. 347ss.)

## Genealogia episcopale
La genealogia episcopale è:
- Cardinale Scipione Rebiba
- Cardinale Giulio Antonio Santori
- Cardinale Girolamo Bernerio, O.P.
- Arcivescovo Galeazzo Sanvitale
- Cardinale Ludovico Ludovisi
- Cardinale Luigi Caetani
- Cardinale Ulderico Carpegna
- Cardinale Paluzzo Paluzzi Altieri degli Albertoni
- Papa Benedetto XIII
- Papa Benedetto XIV
- Papa Clemente XIII
- Cardinale Marcantonio Colonna
- Cardinale Giacinto Sigismondo Gerdil, B.
- Cardinale Giulio Maria della Somaglia
- Cardinale Carlo Odescalchi, S.I.
- Cardinale Costantino Patrizi Naro
- Cardinale Serafino Vannutelli
- Cardinale Domenico Serafini, Cong. Subl. O.S.B.
- Cardinale Pietro Fumasoni Biondi
- Arcivescovo Filippo Bernardini
- Vescovo François-Nestor Adam, C.R.B.
- Cardinale Henri Schwery
- Vescovo Eugenio Corecco